# Люблинская улица (Москва)
Любли́нская у́лица — улица в Юго-Восточном административном округе города Москвы. Магистраль окружного значения.
Состоит из трёх полос движения в каждую сторону с выделенными полосами для общественного транспорта.

## Происхождение названия
Северная часть нынешней Люблинской улицы от Садков и Чесменки до пересечения с нынешней улицей Чистова была частью Перервинского шоссе, ведущего от Спасской заставы до Перервинской слободы.
После Октябрьской революции Дубровскому и Перервинскому шоссе было дано общее имя Остаповского шоссе, по фамилии рабочего завода «Динамо» Остапова, убитого офицером во время демонстрации 28 февраля 1917 года.
Центральная часть улицы, образовавшаяся в связи со строительством посёлка, а затем и города Люблино, называлась Московской. После включения в состав Москвы, 20 мая 1964 года улица была переименована в Люблинскую путём переноса названия с нынешней Саратовской улицы.
В конце 1980-х гг. Люблинская улица была продлена от улицы Нижние поля до Братеевского моста по трассе вновь построенной автодороги через Люблинские поля фильтрации.

## Пересечение с улицами и нумерация
Люблинская улица начинается от пересечения с Грайвороновской улицей, оттуда же идёт и нумерация. В 2015 году был построен путепровод через Курское направление МЖД, соединивший улицу с Остаповским проездом при движении в сторону центра. Заканчивается Братеевским мостом. За Братеевским мостом Люблинская улица переходит в Бесединское шоссе (бывший Проектируемый проезд № 5396).
Пересекается с Волгоградским проспектом, Тихой улицей, Кубанской, Ставропольской, Краснодарской, Мариупольской улицами и улицей Перерва.
Слева примыкают Саратовская, 11-я и 1-я улицы Текстильщиков, улицы Юных Ленинцев, Чистова, Шкулёва,
улицы Судакова, Совхозная, Верхние Поля и Новомарьинская, а также проезд Кирова, Марьинский бульвар и Поречная улица.
Справа примыкают улицы Нижние Поля, Новочеркасский бульвар и Батайский проезд.
Улица проходит по территории трёх муниципальных округов Москвы: Текстильщики (дома 1—51, 2—16), Люблино (дома 53—149, 38—88) и Марьино (дома 151—179, 90—130).
Проходит вдоль Парка имени Шкулёва и Люблинского парка по набережной Люблинского пруда.
Неофициально Люблинская улица является самой широкой магистралью Москвы — в районе станции метро «Марьино» её ширина в красных линиях (между крайними строениями) достигает 230 метров.

## Примечательные здания и сооружения
Основу архитектурного ансамбля большей части улицы составляют пяти-шестиэтажные дома сталинской постройки. В районе Марьино улица расширена до шести полос и застроена панельными многоэтажными домами 1990-х — начала 2000-х годов. Здесь её ширина в красных линиях жилых домов достигает 225 метров.

### В массовой культуре
По адресу Люблинская улица, д. 19, корп. 2, живёт Светлана Цветкова, главная героиня сериала «Света с того света».

### по чётной стороне
- Дом 4 к 1— торговый центр «Мост»
- Дом 10 с 2 — гостиница «Люблинского рынка»
- Дом 38 — отделение Сбербанка
- Дом 42 — бизнес-центр «Л42»
- Дом 50а — бывший детский сад
- Дом 56/2 — Московский колледж профессиональных технологий
- Дом 72 — бывший Люблинский литейно-механический завод (сейчас от него осталось лишь здание заводоуправления).
- Дом 88 — Московский колледж железнодорожного транспорта
- Дом 94 — пожарная часть № 76
- Дом 86 — ресторан «Чайхона №1»
- Дом 100 — «Фэнтези-Парк»
- Дом 102а — ТК «Марьинский пассаж»
- Дом 120 — детский сад № 2162 для детей с нарушением речи
- Дом 128 — магазин спорттоваров «Спортмастер»

### по нечётной стороне
- Дом 11 — кинотеатр «Молодёжный».

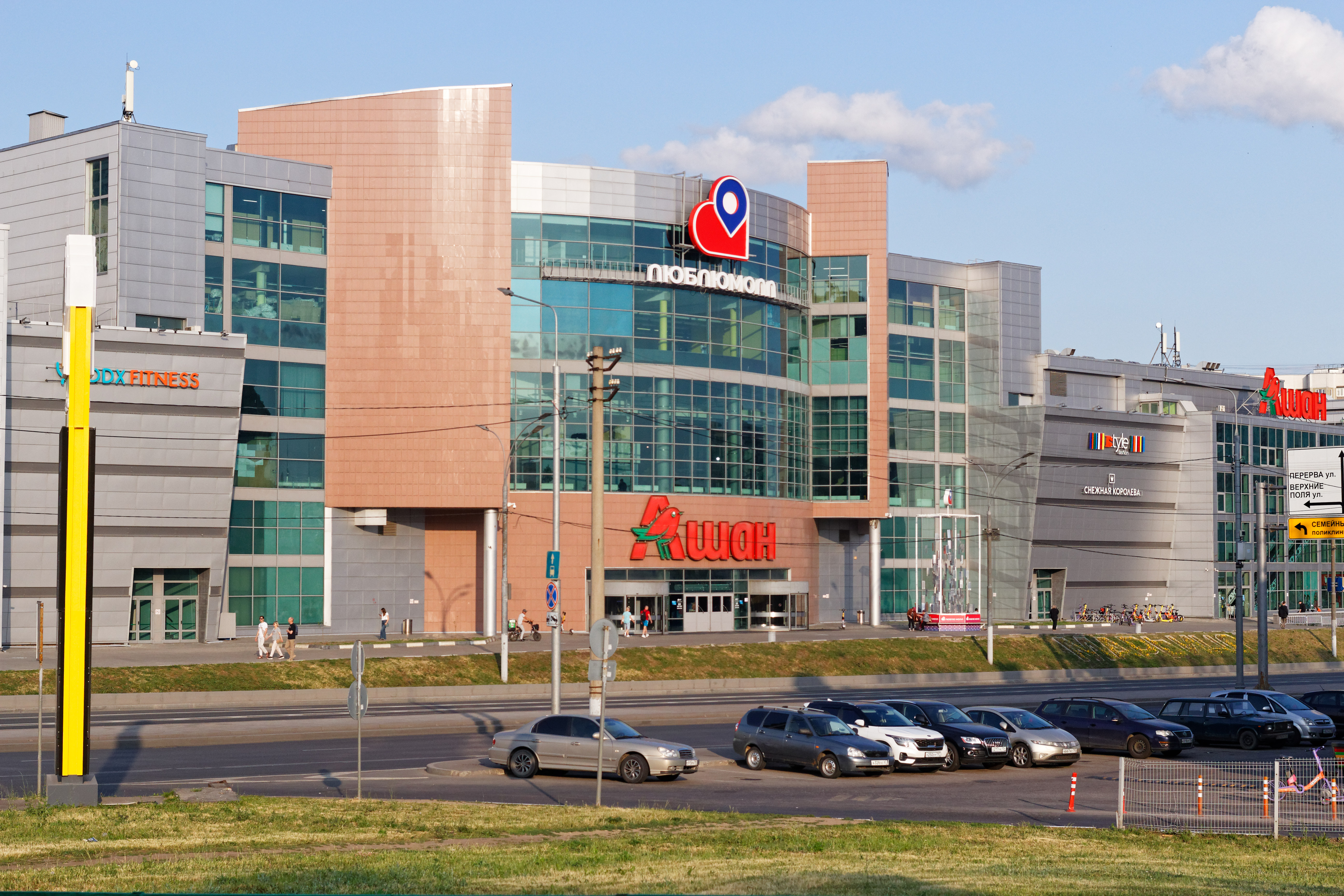
Торговый центр «Люблю Молл»

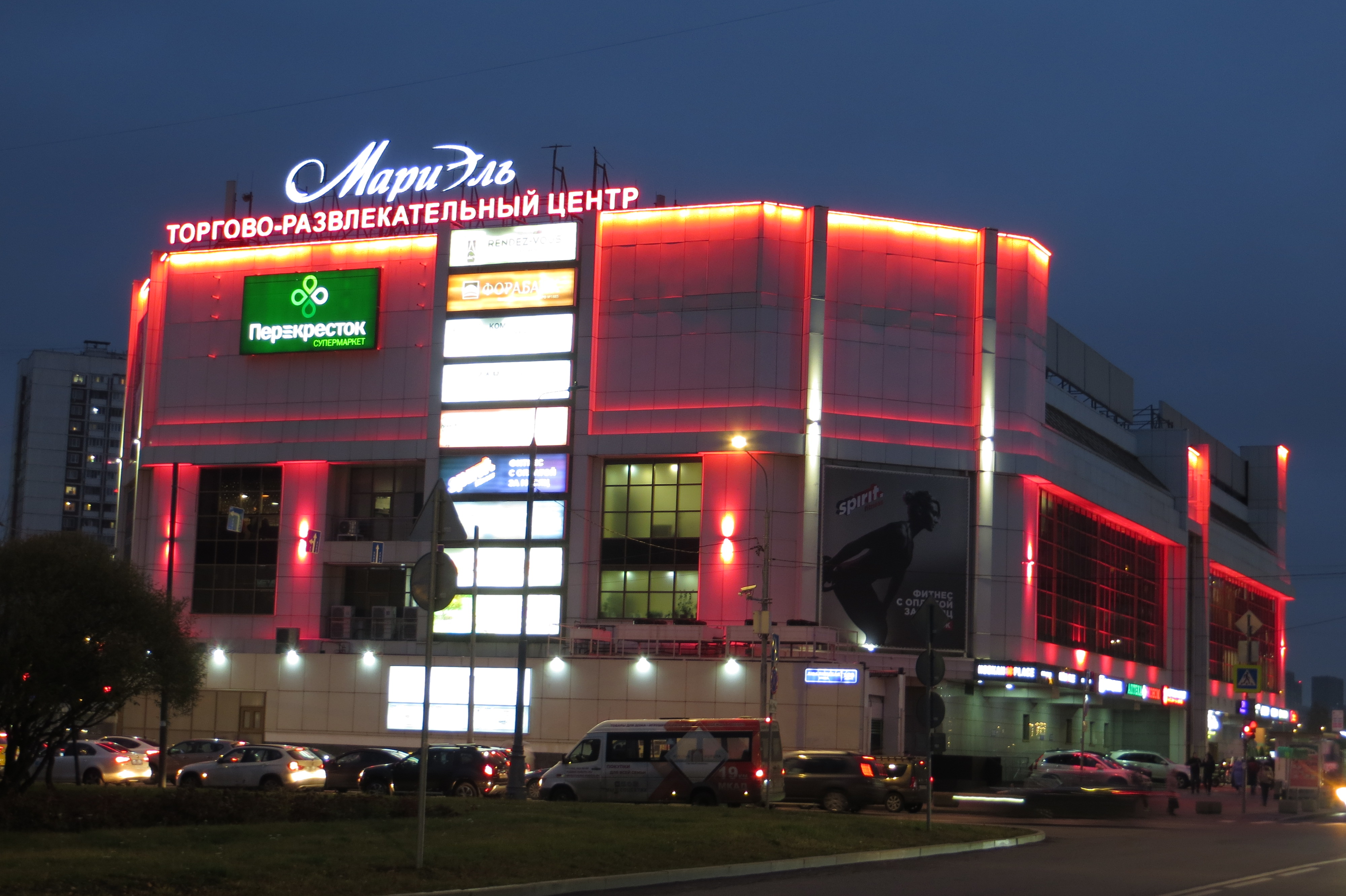
ТРЦ «Мариэль»

- Дом 15/46(46/15) — ДК АЗЛК (1976, архитекторы М. Е. Гельфер, совместно с Т. Лебедевой и Ю. Регентовым).
- Дом 21, корпус 2 — детская музыкальная школа № 89 имени А. П. Бородина.
- Дом 27/2 — Городской психолого-педагогической центр города Москвы Департамента образования города Москвы — территориальное отделение «Текстильщики».
- Дом 45 — Школа № 654 им. А. Д. Фридмана — учебный корпус № 4.
- Дом 53 — управа района «Люблино».
- Дом 107/10 — отделение связи почты 109287.
- Дом 111а — Учебный центр ОМОН Московского УВД на железнодорожном транспорте МВД.
- Дом 129/2 — отделение связи почты 109382.
- Дом 131 — Колледж сферы услуг № 29 — подразделение «Люблино».
- Дом 133 — «Дом работников Люблинских полей орошения» 1940 года.
- Дом 141 — Бизнес-центр «СиПиТи Евразия».
- Дом 149 — Культурный центр им. И. М. Астахова.
- Дом 151 — Многофункциональный деловой центр малого предпринимательства «Марьино».
- Дом 153 — «торговый центр «Люблю Молл»[вд]», гипермаркет «Ашан».
- Дом 159, корпус 2 — дошкольное отделение Марьинской школы № 1566 имени Героев Сталинградской Битвы.
- Дом 161 — управа района «Марьино».
- Дом 163/1, корпус 1 — дошкольное отделение Марьинской школы № 1566 имени Героев Сталинградской Битвы.
- Дом 169, корпус 2 — ТРЦ «Мариэль[вд]»
- Дом 173 — школа № 1043.
- Дом 177 — дошкольное отделение Марьинской школы № 1566 имени Героев Сталинградской Битвы.

## Транспорт

### Метрополитен
На улице находятся станции метро «Текстильщики» Таганско-Краснопресненской линии, «Текстильщики» Большой кольцевой линии и «Марьино» Люблинско-Дмитровской линии.

### Железнодорожный транспорт
Рядом с улицей расположены ж/д станции Текстильщики, Печатники (открылась 10 июня 2022 года) и Люблино (бывш. Кубанская) Курского направления Московской железной дороги (МЦД-2 (Курско-Рижский диаметр)).

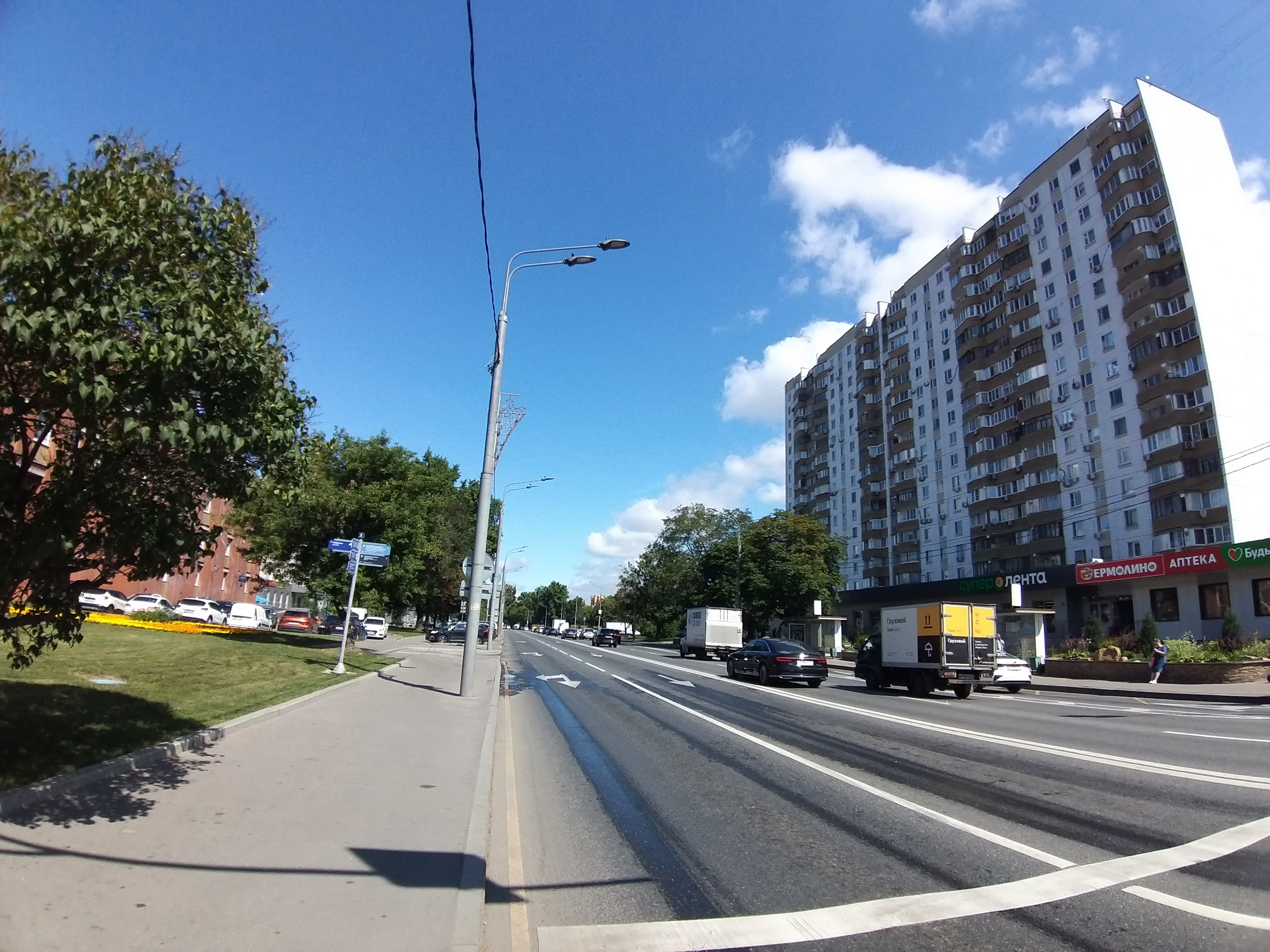
Люблинская улица

### Автобус
По разным участкам улицы проходят автобусы: 30, 54, 201, 228, 234, 312, 350, 405, 530, 625, 704, 708, 713, 725, 749, 751, 762, 764, 765, 770, 957, Вк, Вч, с4, с9, с710, с768, c797, с867, т27, т38, м74 (бывший т74), м77, н5 (ночной).